# L-39信天翁
L-39信天翁是由捷克斯洛伐克研發生產的一款高性能噴射教練機，用以符合"C-39" ( C 指cvičný，教練機) 的要求，取代1960年代的L-29海豚教练机。它是首款第二代噴射教練機，也是首款由使用渦輪风扇發動機的教練機，并于後來升級为L-59超級信天翁和L-139。目前L-39的衍生型號L-159 ALCA仍在继续生产，至今已有超過2,800架L-39在30多個国家的空軍中服役。L-39是最廣泛使用的噴射教練機之一，能胜任多种角色，包括执行低强度攻擊任務或進行基礎/高級飛行訓練。

## 發展
L-39（研发代号Prototype X-02）於1969年11月4日首飛，1971年投產。L-39是一款被廣泛使用的教練機和輕型攻擊機，布局類似1976年首飞意大利马基公司的MB339。截至今日，仍有許多L-39在前東方集團國家中服役。
L-39使用轻微后掠的悬臂式下单翼，双梯型翼型，低展弦比。機翼後緣使用了双缝襟翼和配重副翼，襟翼和副翼被小型翼刀分隔。水平尾翼和垂直尾翼上有嵌入式的方向舵，可变倾角的水平尾翼的控制舵面位于发动机喷口的上方。机身下方有一对减速板，襟翼、起落架，轮刹和减速板都由液压系统控制，并采用了电气液压助力系统。
机身内装一台推力16.87千牛的蘇製Ivchenko AI-25TL双转子涡轮风扇发动机，易拆卸的设计使得发动机的更换工作可在3小时内完成。飞机的机身上也设计了许多便于拆卸的检修口，机体的平均故障间隔时间超过300小时，整机寿命约6000小时。
两个半圓形進氣口（配有扰流板）位於駕駛艙后方靠上的位置，较高的进气口可以防止吸入简易跑道上的砂石；且因机体较小，在机身和翼下搭载机炮、导弹时，高位进气口可有效避免发动机进烟，因此具备一定空战能力。喷口则位於水平尾翼下方。五個总容量1055升的橡膠油箱位於駕駛艙後面的機身，在翼尖有两个100升（26.5加侖）的固定油箱，当携带两个可抛弃副油箱后总载油量可达1955升，这些燃油可供L-39飞行至4小时。L-39采用前三点式起落架，可在简易的跑道上完成起降。主起落架收于機翼轮舱內，拥有气压减震器和自动刹车装置，主轮收入轮舱的过程中会在自动刹车的作用下停转，而鼻輪则向前縮进機頭。
尖长的铝制机鼻后方是L-39的座舱，L-39采用串列双座设计，其中後方座位略比前方高，两个座位均安装了VS-BRI型彈射椅。
基础的教練機型号並沒有配置任何武器，但其机翼下方两个挂架上可挂载训练用武器或副油箱。攻擊機型設有4個外挂點用來挂载對地攻擊武器，载弹量可达1.1吨。此外L-39ZA型機身下亦有载弹150发的GSh-23型机炮吊艙。
此型號已經停產，並由新型的L-159取代。

## 使用记录

### 阿布哈兹
2008年春，数架格鲁吉亚的无人机被阿布哈兹的分离主义者或俄军击落。首个战果出现在2008年4月20日，另有一架被俄军的米格-29击落。阿布哈兹分裂主义组织宣称他们一架装备导弹的L-39击落了一架格鲁吉亚的大力神 450无人侦查机。

### 其它地区
虽然新型的教练机正在逐渐取代服役中的L-39教练机，但仍有数千架在世界各国空军中担负训练任务，亦有相当数量的L-39被个人购买。

## 流行文化中的L-39
在007之明日帝國電影中，詹姆士·龐德偷了一架L-39。在劇初的軍火交易場景中，他使用這架飛逃離恐怖份子現場。雖然片中沒提及飛機型號，但很明顯這是L-39。
2005年的軍火之王劇中，则出现了一架L-39攔截一架安-12貨機。
在遊戲武裝突襲2中L-39被設定為坦吉克空軍。
在數字戰鬥模擬世界(Digital Combat Simulator World)中，L-39作為DLC模組登場，於2015 年 10 月 16 日由開發商 Eagle Dynamics SA發行，截至2021年11月中旬，該模組於Steam社群評價為極度好評。

## 衍生型號

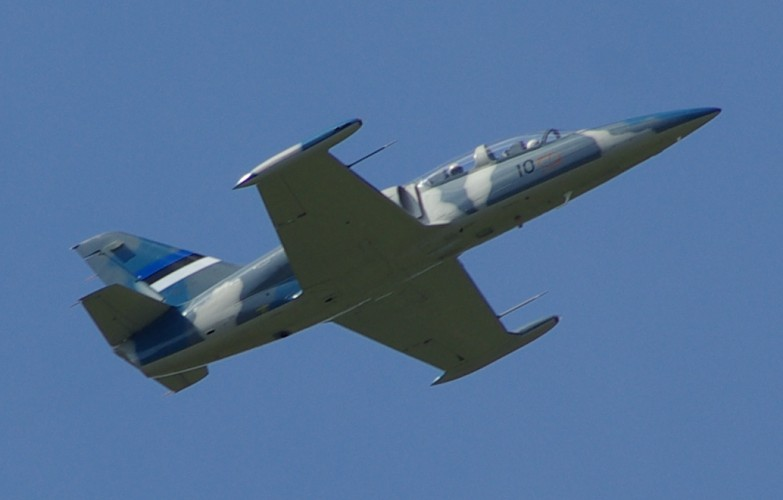
愛沙尼亞的L-39

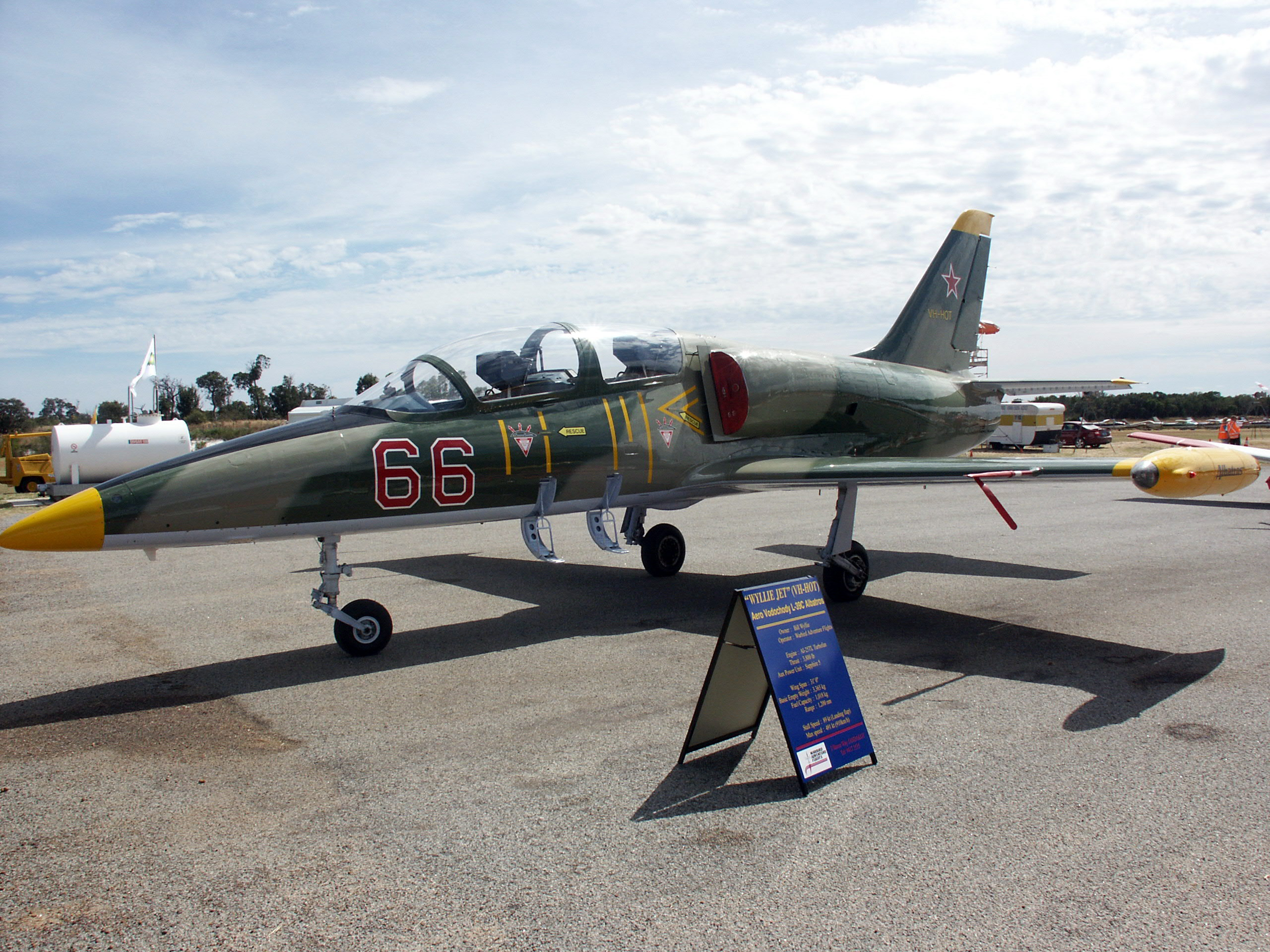
澳洲的一架民用L-39C

L-39X-01 - X-07
5架原型機及2架試驗機
L-39C （C指Cvičná － 教練機）
最初生产型，原名為L-39，後來改為L-39C，機翼下有2個挂架，約生產了2,260架
L-39CM （CM指Cvičná modernizovaná － 先進教練機）
L-39C的改良型
L-39M1
由烏克蘭自行改良，採用AI-25TLSh引擎，於2009年完成，並計劃升級另外7架L-39C
L-39V （V拍Vlečná  － 拖機）
單座的拖靶飛机，共生產了8架
L-39ZO （Z指Zbraně － 武器）
裝上臨時武器，共有四個挂架，最大可挂载1150公斤的武器，於1975年6月25日首飛，1977年交付給伊拉克，共生產了337架
L-39ZA
改良自L-39ZO，強化了起落架，更大的載重（2844磅）及新加的GSh-23L 23毫米雙管機砲，固定在飛行員座舱的下方，备弹150发。外挂架可挂载K-13或R-60空對空導彈。於1976年9月29日首飛，共生產了208架
L-39ZAM
ZA的改良型
L-39ZA/ART
泰國的L-39ZA改良型，採用Elbit航電，生產了40架
L-39MS
L-39MS超級信天翁是L-39的第二代型號，相比第一代L-39，它的特點是加強了機身，延長了機鼻，大大更新的駕駛艙，推力更強（21.6千牛）的Lotarev DV-2引擎，提升了最大速度及載重（872公里/時）。。於1986年9月30日首飛，後來更名為L-59
L-39NG
採用Williams FJ44-4M引擎的現代化升級版，改進了燃油系統和航空電子設備，L-39NG(編號7001)於2018年10月12日在Aero Vodochody工廠舉行了出廠典禮，同年12月22日由David Jahoda與Vladimír Továrek兩位飛行員進行了首次試飛。
預計於2019年取得適航認證。
2022年7月，L-39NG獲得了 EU/NATO EMAR 21 標準認證。
L-139信天翁2000
採用西方的航電系統及4045磅力的Garrett TFE731-4-1T引擎，只生產了1架原型機
L-159
後期生產的現代化型，採用西方航電及Honeywell F124引擎

## 使用國
| - 美国 - / 阿富汗 - 阿尔及利亚 - 亞美尼亞 - 保加利亚 - 柬埔寨 - 古巴 - 捷克 - 东德 - 埃及 - 爱沙尼亚 從捷克空軍租借2架L-39，2008年停止 - 衣索比亞 - 匈牙利 2009年退役 - 突尼西亞 - 伊拉克 - | - 利比亞 - 立陶宛 採用新款航電及引擎 - 突尼西亞 - 搭配Su-25KM作為防空主力 - 奈及利亞 - 羅馬尼亞 - 俄羅斯 - 斯洛伐克 - 叙利亚 - 泰國 - 突尼西亞 - 乌干达 - 乌克兰 - 越南 - 葉門 |  |

## 性能（L-39C）
参考资料：Jane's All The World's Aircraft 1988-89 
基本信息
- 机组：2
- 翼型：NACA 64A012 mod

性能
- 推重比：0.37